# Schallemission
Als Schallemission (von lat. emittere = aussenden) wird in der Akustik die Aussendung von Schall (Schallereignis) von einer Schallquelle bezeichnet.
Die zur Schallemission gehörige Messgröße ist die Quellstärke, anzugeben als Schallleistungspegel Lw.
Die Maschinenlärm-Informationsverordnung schreibt in Deutschland vor, dass Hersteller vieler Maschinen und Geräte die Schallemission am Produkt deutlich sichtbar angeben müssen, z. B. die Hersteller von Rasenmähern.
Bei der Prognose von Schallimmissionen wird nach festgelegten Modellen der Schalldruckpegel der Schallimmission in einer festgelegten Entfernung zur Schallquelle bestimmt; typisch sind 25 m Abstand. Auf Basis dieses Schalldruckpegels und dem zur Schallquelle bekannten Abstand wird dann die weitere Ausbreitung berechnet. Der am festgelegten Ort vorhandene Schalldruckpegel wird im Rahmen des Lärmschutzes als Emissionspegel bezeichnet.